# Sōjutsu
Le sōjutsu (槍術) désigne les techniques du maniement de la yari ou lance japonaise. À l'instar de nombreuses armes médiévales, le sōjutsu fait partie des bases de l'enseignement des koryu, les écoles d'armes japonaises. Cet art martial est pratiqué revêtu de l'ancienne armure des samouraïs.

## Origines
Alors que la lance a eu un rôle essentiel dans la mythologie japonaise, il est dit que les îles du Japon ont été créées par l'eau salée coulant de la pointe d'une lance, les premiers exemplaires de lance trouvés au Japon proviennent de l'Asie continentale. Ces premières versions n'étaient pas considérées comme appropriées par les Japonais, qui les ont ensuite révisées une fois que la technologie le permit.

## Usage et popularité
Le yari est une arme populaire tout au long de la période féodale du Japon, étant moins chère à produire et nécessitant moins de formation que d'autres armes de combat contemporaines, et se prêtant à fermer les formations de troupes des fantassins ashigaru, en plus des armes à feu au moment de leur adoption au Japon. La popularité des longues yari se manifesta après les invasions mongoles du XIIIe siècle, qui tiraient parti d'un grand nombre de lanciers.
Les Japonais modifièrent, par la suite, les têtes de leurs lances, produisant un certain nombre de variantes, qui conduisirent à l'utilisation de la lance à pied et à cheval, et pour donner des coups de taille aussi bien que d'estoc.

## Koryuenseignant lesōjutsu
Voici une liste non exhaustive de koryu enseignant les techniques de sōjutsu.
- Tenshin Shoden Katori Shinto Ryu
- Owari Kan Ryu
- Hozoin Ryu Takada-ha
- Kashima Shinto Ryu
- Toda-ha Buko Ryu

## Pratique moderne
De nos jours, il est possible de pratiquer le sōjutsu d'une manière plus sportive que martiale (règlement, points…) à l'aide d'équipement de sport chanbara. En effet, des yari, constituées d'une hampe en plastique dur surmontée d'un embout en mousse, peuvent être achetées auprès de revendeurs spécialisés.